# Terrazas del Sol
Terrazas del Sol är en ort i Mexiko.   Den ligger i kommunen Tijuana och delstaten Baja California, i den nordvästra delen av landet, 2 300 km nordväst om huvudstaden Mexico City. Terrazas del Sol ligger 170 meter över havet och antalet invånare är 254.
Terrängen runt Terrazas del Sol är platt åt sydväst, men åt nordost är den kuperad. Havet är nära Terrazas del Sol västerut. Runt Terrazas del Sol är det tätbefolkat, med 913 invånare per kvadratkilometer. Närmaste större samhälle är Tijuana, 8,8 km öster om Terrazas del Sol. Omgivningarna runt Terrazas del Sol är i huvudsak ett öppet busklandskap.